# Lingua fenicia
La lingua fenicia o fenicio (AFI: /feˈniʧo/; dabarīm Pōnnīm, AFI: /da.ba.riːm poːnːiːm/, [dabariːm poːnːiːm] o Pōnnīm) era una lingua semitica parlata dai Fenici. Spesso si usa il termine fenicio-punico per comprendere, oltre ai dialetti della madrepatria, anche il punico, lingua di Cartagine e delle sue colonie, nonché dialetto del fenicio. Dal punto di vista storico, il fenicio appartiene alla famiglia delle lingue semitiche, ramo delle lingue afro-asiatiche e precisamente al gruppo cananaico del semitico nordoccidentale.
La sede originaria di questa lingua era la Fenicia, corrispondente grosso modo alla costa orientale del Mediterraneo nella zona dell'attuale Libano. Essa venne esportata nelle numerose colonie ed empori che i Fenici installarono in varie parti del Mediterraneo, e la varietà di Cartagine ("punico") a sua volta acquisì un ruolo importante di diffusione soprattutto nel bacino occidentale del Mediterraneo, favorendo il commercio mediterraneo.
Linguisticamente, l'attributo fenicio viene utilizzato a partire da documenti successivi al XII secolo a.C., a sua volta distinto in fenicio antico (XI-VII secolo a.C.) e fenicio classico (VI-I secolo a.C.). In modo analogo, si adopera il riferimento punico per le colonie extracananee fino al II secolo a.C. (in corrispondenza della caduta di Cartagine) e di tardo punico o neopunico per le attestazioni seguenti.
La lingua è nota soprattutto epigraficamente, vale a dire attraverso iscrizioni, ma anche mediante opere letterarie, come Plutarco, Filone di Biblo o Porfirio, tramandate fino a noi. Dal momento che originariamente l'alfabeto fenicio comportava una grafia esclusivamente consonantica, molte particolarità della lingua sono per noi poco conosciute. Sul vocalismo si hanno maggiori informazioni riguardo al punico, dal momento che di esso si possiedono diversi testi vocalizzati:
- alcune parti in punico del Poenulus di Plauto
- diverse iscrizioni nordafricane in alfabeto latino ed in lingua punica
- glosse di autori nordafricani, come Sant'Agostino, che ogni tanto cita parole puniche nei suoi scritti.

Mentre la lingua fenicia si spense relativamente presto in oriente, il punico rimase vivo diversi secoli dopo Cristo, probabilmente fino all'arrivo degli Arabi (VII secolo).

## Decifrazione
La decifrazione del fenicio avvenne nel XVIII secolo, e ricevette un notevole impulso dal ritrovamento di diverse iscrizioni bilingui, in particolare quella di Malta ("iscrizione melitense"), in greco e in fenicio. Tra coloro che svolsero un ruolo si segnalarono in particolare l'abate Barthélemy (1716-1795), il rev. John Swinton (1703-1777) e Francisco Pérez Bayer (1699-1781).

L'alfabeto fenicio
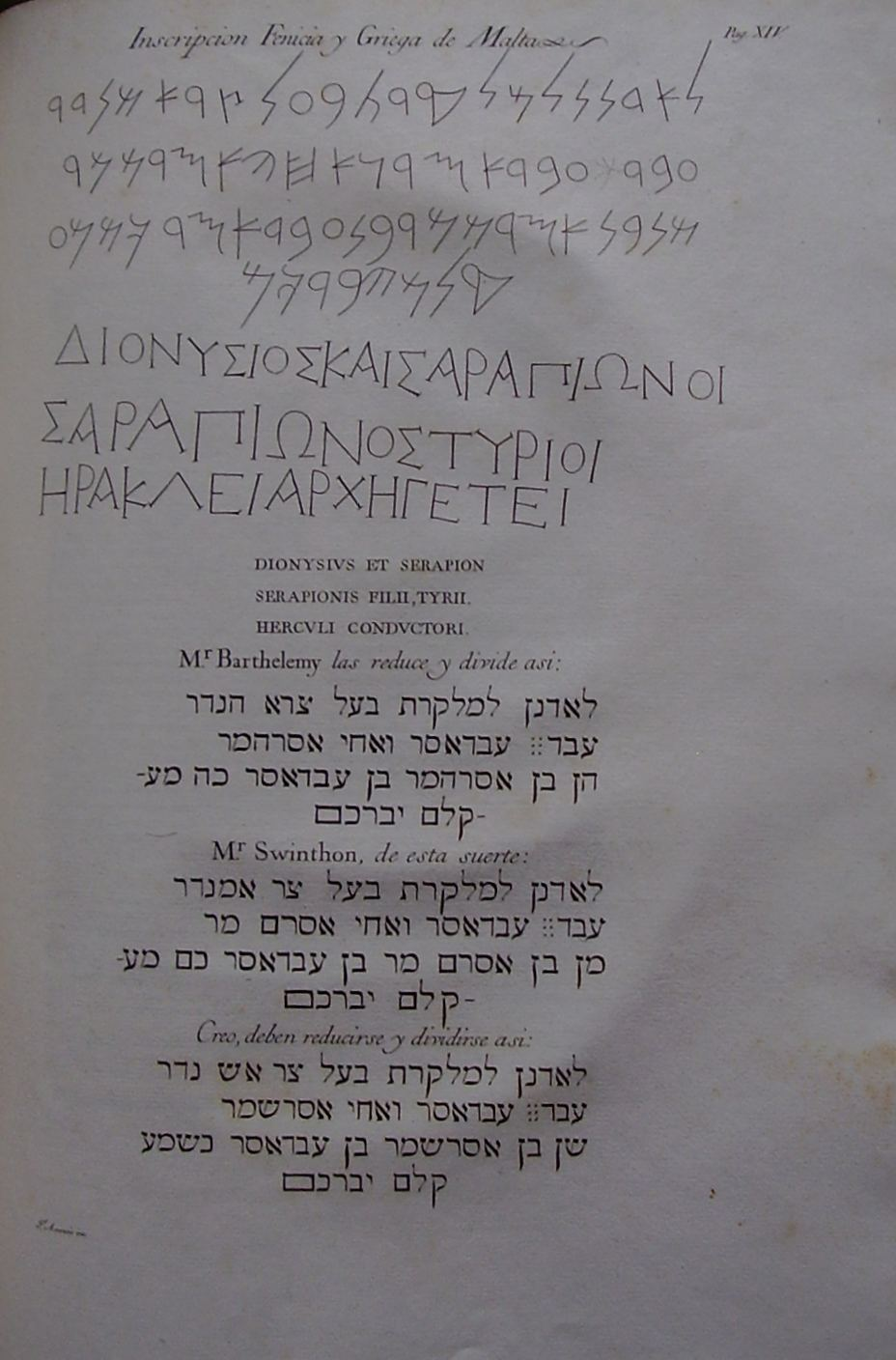
L'iscrizione melitense e i primi saggi di interpretazione (Pérez Bayer, 1722)

## Fonologia

### Consonanti
|               | Polmonari | Polmonari | Polmonari | Polmonari | Polmonari | Polmonari  | Polmonari  | Polmonari | Polmonari | Polmonari         | Polmonari         | Polmonari | Polmonari | Polmonari | Polmonari | Polmonari | Non-polmonari | Non-polmonari |
| Bilabiali     | Bilabiali | Alveolari | Alveolari | Palatali  | Palatali  | Glottidali | Glottidali | Faringali | Faringali | Gutturali/ Velari | Gutturali/ Velari | Laringali | Laringali | Uvulari   | Uvulari   | Eiettive  | Eiettive      |               |
| Sorde         | Sonore    | Sorde     | Sonore    | Sorde     | Sonore    | Sorde      | Sonore     | Sorde     | Sonore    | Sorde             | Sonore            | Sorde     | Sonore    | Sorde     | Sonore    | Sorde     | Sorde         |               |
| ------------- | --------- | --------- | --------- | --------- | --------- | ---------- | ---------- | --------- | --------- | ----------------- | ----------------- | --------- | --------- | --------- | --------- | --------- | ------------- | ------------- |
| Occlusive     | p         | b         | t         | d         |           |            | ʔ          | ʔ         |           |                   | k                 | ɡ         |           |           | q         |           | tʼ            |               |
| Fricative     |           |           | s         |           |           |            | h          |           | ħ         |                   |                   |           | h         |           |           |           |               |               |
| Laterali      |           |           |           | l         |           |            |            |           |           |                   |                   |           |           |           |           |           |               |               |
| Sonanti       |           | m         |           | l         |           |            |            |           |           |                   |                   |           |           |           |           |           |               |               |
| Nasali        |           | m         |           | n         |           |            |            |           |           |                   |                   |           |           |           |           |           |               |               |
| Centrali      |           |           |           | r         |           |            |            |           |           |                   |                   |           |           |           |           |           |               |               |
| Costrittive   |           |           |           |           |           |            |            |           |           | ʕ                 |                   |           |           |           |           |           |               |               |
| Approssimanti |           | w         |           |           |           | j          |            |           |           |                   |                   |           |           |           |           |           |               |               |
| Affricate     |           |           | t͡s        | d͡z        |           |            |            |           |           |                   |                   |           |           |           |           |           |               |               |
| Vibranti      |           |           |           |           |           |            |            |           |           |                   |                   |           |           |           |           |           |               | [ 9 ]         |

## Morfologia e sintassi

### Nome
| Genere    | Stato     | Numero                                                | Numero   | Numero                                   |
| Genere    | Stato     | Singolare                                             | Duale    | Plurale                                  |
| --------- | --------- | ----------------------------------------------------- | -------- | ---------------------------------------- |
| Maschile  | Assoluto  | -Ø                                                    | -M (-êm) | -M (-īm) o -’M o -YM o -M (-êm)          |
| Maschile  | Costrutto | -Ø                                                    | -Ø (-ê)  | -Ø (-ê)                                  |
| Femminile | Assoluto  | -T (-ot) o -‘T; T- (-at-) o T- (t-); o -T (īt-, -iyt) | -M (-êm) | -T (-ūt) o -’T o -HT (-hūt) o -YT (-yūt) |
| Femminile | Costrutto | -T (-ot) o -‘T; T- (-at-) o T- (t-); o -T (īt-, -iyt) | -Ø (-ê)  | -T (-ūt) o -’T o -HT (-hūt) o -YT (-yūt) |

Es. MLK — mílik — (Il) re
‘RPT — ‘urpót — (Il) portico
αμαθη — amaté — Sua schiava femmina
‘TY — ‘ittī < ‘intī — Mio tempo
QṢT — qaṣīt — Area esterna
‘NM — ‘ênêm — Due occhi
L‘N — li- ‘ênê — Nei due occhi
BTM — bāttīm — (I) templi
BN’M — būnīm — (I) costruttori
KHNYM — kōhnīm — (I) sacerdoti
BT ‘LNM — battê ‘allōnīm — (Le) case degli dei
’RṢT — ’araṣūt — (Le) regioni
MSWY’T — (Gli) indumenti
DLHT — dalahūt — (Le) porte
MLKYT — (Le) regine

### Articolo

#### Articolo determinativo
L'articolo determinativo è H- (han-) ed è proclitico. Originariamente era un pronome dimostrativo, come dimostra un passo dei Numeri in ebraico arcaico.
Es. H-’Š — L'uomo

### Pronome

#### Pronome personale indipendente

##### 1° persona
| Singolare                                | Duale | Plurale                      |
| ---------------------------------------- | ----- | ---------------------------- |
| ’NK/ ’ānōkī o ’anīki o ’n o ’anī o ’anik | -     | ’nḥn o ’anaḥnu o nḥn o naḥnu |

##### 2° persona
| Genere    | Singolare  | Duale | Plurale |
| --------- | ---------- | ----- | ------- |
| Maschile  | ’t o ’átta | -     | ’tm     |
| Femminile | ’t o ’atti | -     | ’tm     |

##### 3° persona
| Genere    | Singolare   | Duale | Plurale |
| --------- | ----------- | ----- | ------- |
| Maschile  | ’ o hū o u  | -     | hmt     |
| Femminile | h’ o hī o y | -     | hmt     |

#### Pronome personale suffisso
| Numero  | Singolare                    | Duale | Plurale                       |
| ------- | ---------------------------- | ----- | ----------------------------- |
| Persona | -Ø (-ī) o -Y (-ī) o -Y (-ay) | -     | -N (-en) o -N (-on) o -N (-n) |
| 1°      | -Ø (-ī) o -Y (-ī) o -Y (-ay) | -     | -N (-en) o -N (-on) o -N (-n) |

Es. ’B → ’abī → mio padre
’MY → ’ammī → mia madre
’DNN → ’adūnon → nostro signore
| Numero  | Numero    | Singolare      | Duale | Plurale |
| Persona | Genere    | Singolare      | Duale | Plurale |
| ------- | --------- | -------------- | ----- | ------- |
| 2°      | Maschile  | -K (-ka) o -K’ | -     | -       |
| 2°      | Femminile | -K (-kī)       | -     | -       |

Es. B’LK → tuo signore
’ḤTK → tua sorella
| Numero  | Numero    | Singolare                                                             | Duale | Plurale  |
| Persona | Genere    | Singolare                                                             | Duale | Plurale  |
| ------- | --------- | --------------------------------------------------------------------- | ----- | -------- |
| 3°      | Maschile  | -Ø (-o) o -Ø (-i) o -Y (-yo) o -’Y o -’ o -Y’ o -W (-iw) o -H (-í-hu) | -     | -M (-om) |
| 3°      | Femminile | -Ø (-a) o -H (-á-h(a)) o -’ o -‘ o -‘’ o -Y (-i)                      | -     | -M o -NM |

Es. ’ŠT → ’isti → sua moglie
MLKY → molki → suo regno
BT’I → bêtī → suo tempio
MLKH → molkíhu → suo regno
’DTW → ’adatiw → sua signora

#### Pronome relativo
Il pronome relativo è Z- (zū-) nella lingua arcaica (fino all'inizio del IX secolo a.C.) e come particella proclitica mentre ’Š (’īš) nel fenicio standard.
Es. «Con il pronome personale indipendente espresso»
PTLMYS ... ’Š H’ 57 ŠT — Ptolemaios ... che lui è al 57º anno
«Con il pronome personale indipendente non espresso»
’DM ’Š ’DM ŠM ―  Uomini che sono uomini di fama

#### Pronome dimostrativo
Il pronome dimostrativo è ‹questo/a›:
| Genere/Numero | Singolare        | Plurale                 |
| ------------- | ---------------- | ----------------------- |
| Maschile      | Z (ezdé), ’Z, Z’ | L’ (’ílle), ’L’ (’ílle) |
| Femminile     | Z (ezdō), ’Z     | L’ (’ílle), ’L’ (’ílle) |

Es. «Come soggetto di una frase»
Z MṢBT ― Questa stele
«Come complemento oggetto di un verbo»
Z’ YTN L’BL — Ha presentato questo a Ba’al

#### Pronome interrogativo
I pronomi interrogativi sono my (<chi?>) e 'm (<che cosa?>).

### Aggettivo
L'aggettivo segue il nome e concorda in genere e in numero.
Es. ’BN N’M, una buona stele (da ’BN, stele e N’M, buono)

### Verbo
Il verbo possiede tre modi: indicativo, non-indicativo (subgiuntivo, iussivo, ottativo e coortativo) e imperativo, 4 forme, attiva, passiva, riflessiva e stativa.
Ci sono 7 tempi, futuro, trapassato prossimo, passato prossimo, presente imperfettivo, piuccheperfetto, imperfettivo passato, passato perfettivo.

#### Forma suffissale
| Numero  | Numero    | Singolare            | Plurale    |
| Persona | Genere    | Singolare            | Plurale    |
| ------- | --------- | -------------------- | ---------- |
| 1°      | 1°        | -T (-ti)             | -N (-nu)   |
| 2°      | Maschile  | -T (-ta)             | -TM (-tim) |
| 2°      | Femminile | -T (-ti)             | -          |
| 3°      | Maschile  | -Ø (-o)              | -Ø (-ū)    |
| 3°      | Femminile | -Ø (-a) o -T- (-at-) | -Ø (-ū)    |

#### Forma prefissale A
| Numero  | Numero    | Singolare | Plurale |
| Persona | Genere    | Singolare | Plurale |
| ------- | --------- | --------- | ------- |
| 1°      | 1°        | ‘-        | -       |
| 2°      | Maschile  | T- (ti-)  | -       |
| 2°      | Femminile | -         | -       |
| 3°      | Maschile  | Y- (y-)   | -       |
| 3°      | Femminile | T- (t-)   | Y- (y-) |

#### Forma prefissale B
| Numero  | Numero    | Singolare | Plurale |
| Persona | Genere    | Singolare | Plurale |
| ------- | --------- | --------- | ------- |
| 1°      | 1°        | -         | -       |
| 2°      | Maschile  | T- (t-)   | T- (t-) |
| 2°      | Femminile | T- (t-)   | -       |
| 3°      | Maschile  | -         | Y- (y-) |
| 3°      | Femminile | -         | -       |

#### Forma prefissale C
| Numero  | Numero    | Singolare | Plurale |
| Persona | Genere    | Singolare | Plurale |
| ------- | --------- | --------- | ------- |
| 1°      | 1°        | -         | -       |
| 2°      | Maschile  | -         | -       |
| 2°      | Femminile | -         | -       |
| 3°      | Maschile  | Y- (y-)   | -       |
| 3°      | Femminile | -         | -       |

#### Passato prossimo
Il passato prossimo si fa con le forme suffissali.

#### Futuro
Il futuro si fa con le forme prefissali A e B, la forma suffissale o l'infinito costrutto.

#### Iussivo/Ottativo
Lo iussivo si fa con le forme prefissali B e C, con la forma suffissale o con l'infinto costrutto.

#### Imperativo
L'imperativo si fa con la seconda persona singolare, con l'infinito costrutto o con i propri suffissi.
| Grado  | Grado     | 1°      | 2°      | 3°      |
| ------ | --------- | ------- | ------- | ------- |
| Genere | Maschile  | -Ø      | -a      | -anna   |
| Genere | Femminile | -Ø (-ī) | -Ø (-ī) | -Ø (-ī) |

Es. (Punico) pursa → spiega!
(Punico) lacanna → va' via!
LK (lek) → va'!
BḤṬ (biḥṭī) → credi!

#### Subgiuntivo
Il subgiuntivo si fa con la forma prefissale B o C.

#### Piuccheperfetto
Il piuccheperfetto si fa con kon + forma suffissale.

#### Passato imperfettivo
Il passato imperfettivo si fa con le forme prefissali.

#### Presente perfettivo
Il presente perfettivo si fa con le forme prefissali.

#### Presente imperfettivo
Il presente imperfettivo si fa con le forme prefissali.

## Lessico
Il lessico fenicio è in genere autoctono; fortemente imparentato con l'ebraico e con le lingue semitiche in generale.
L'onomastica è ricca di nomi teofori, ossia di nomi contenenti una divinità, come Annibale (Hanniba'al; dono di Baal), Ummashart (Madre è Ashart), o anche Azmelqart (Melqart è potente).